# Ницај-Шаља
Ницај-Шаља (алб. Nicaj-Shalë) је насељено место у општини Скадар у округу Скадар, Албанија. Према попису из 1989. године, Ницај-Шаља и Брег-Љуми су имали 703 становника.
Ницај-Шаља су једно од насеља племена Шаља.